# Neisseria chenwenguii
Neisseria chenwenguii – nieruchliwy gatunek Gram-ujemnej bakterii odkryty w odbytnicy szczekuszki czarnowargiej. Jest blisko spokrewniona z Neisseria zalophi, N. wadsworthii i  N. canis, jednak w przeciwieństwie do nich nie jest zdolna do redukcji azotanów. Bakteria ta wytwarza β-D-Galaktozydazę i katalazę oraz przystosowana jest do fermentacji glukozy, fruktozy, maltozy oraz sacharozy. Tworzy małe, wilgotne szarawe kolonie, których średnica osiąga 0,6–1,0 mm po 48 godzinach hodowli w 37 °C.